# Уран
Уран (симбол: ⛢) је седма планета од Сунца, трећа највећа и четврта најмасивнија планета у Сунчевом систему. Добио је име по старогрчком божанству неба Урану, оцу Хрона (Сатурна) и деди Зевса (Јупитера). Уран је прва планета откривена у модерним временима. Иако је видљив голим оком као и остале раније откривене планете, посматрачи га нису признавали за планету због његове слабе видљивости. Вилхелм Хершел је објавио његово откриће 13. марта 1781, проширивши познате границе Сунчевог система по први пут у новијој историји. Уран је такође прва планета откривена телескопом.
Уран и Нептун имају другачији унутрашњи и атмосферски састав од већих гасовитих дивова Јупитера и Сатурна. Због тога их астрономи понекад сврставају у посебну категорију „ледени дивови“. Уранова атмосфера, иако је попут Јупитерове и Сатурнове састављена претежно од водоника и хелијума, садржи и велике проценте воденог, амонијачног и метанског леда, уз уобичајене трагове угљоводоника. Атмосфера Урана је најхладнија планетарна атмосфера у Сунчевом систему, уз најнижу температуру од 49 K (−224 °C). Атмосфера има сложену слојевиту структуру, са водом за коју се мисли да чини најниже облаке, а за метан се мисли да чини највише слојеве облака.
Као и остале планете-џинови, и Уран има систем прстенова (до сада откривено 13), магнетосферу и 27 сателита. Уранов систем има јединствену конфигурацију међу планетама Сунчевог система, пошто је његова оса ротације положена на бок, скоро у раван његове револуције око Сунца; његов јужни и северни пол леже тамо где је већини планета екватор. Слике са Војаџера 2 су приказале Уран као незанимљиву планету без облака или олуја које су имале друге планете-џинови. Међутим, посматрачи са Земље су недавних година приметили знаке сезонских промена и појачане активности ветра, када се Уран приближи својој равнодневници.

## Физичке особине
Уран спада у гасовите дивове, као и Јупитер, Сатурн и Нептун. Сматра се да, као и Нептун, има мало камено језгро. На језгро се наставља омотач од воденог леда, метана и амонијака, који према ван поступно прелази у атмосферу. Уран, за разлику од осталих гасовитих дивова, нема властити извор топлоте у унутрашњости.
Најнижа температура је измерена на нивоу са притиском од 100 милибара и износи 52 K. Изнад тог слоја температура расте до 150 K (-123 °C) у разријеђеној горњој атмосфери. Температура према унутрашњости расте до неколико хиљада °C. За време проласка летелице Војаџер 2 Уранов јужни пол је био окренут Сунцу. Из тога произлази да би поларна подручја требало да буду топлија од екваторских што, из непознатих разлога, ипак није случај..
Физичка својства планета условљена су масом и количином Сунчевог зрачења. Маса Урана и Нептуна је битно мања од маса Јупитера и Сатурна, па је мањи и удео водоника и хелијума у укупној маси планета. Посебно је густина Нептуна већа. У Урановој атмосфери налази се више метана него у Нептуновој. Уран је зеленкастомодрикасте боје баш зато што метан упија светлост комплементарних боја. Равнотежа температура износи код Урана 64 K, а код Нептуна 51 K, док инфрацрвено зрачење открива да се у атмосфери налази слој температуре повишене до 100 K на Урану, а до 140 K на Нептуну. У тим слојевима метан и водоник морају бити гасовити, док амонијак прелази из гасовитог стање у текуће и чврсто.

## Атмосфера
Уранова атмосфера се састоји великом већином од водоника (83%) и хелијума (15%), нешто мало метана (2%), а воде и амонијака има у траговима. Метан у атмосфери даје Урану карактеристичну модрозелену боју јер упија светлост комплементарних боја. Атмосфера Урана је готово безлична. Провидна је и чиста до великих дубина гдје се налазе облаци смрзнутог метана. Поларно подручје је прекривено сумаглицом. Ветрови на екватору дувају брзинама до 50 m/s, знатно спорије него на другим плиновитим дивовима.
Уран показује појасеве паралелне с екватором, али врло тешко уочљиве, чак и уз рачунарску обраду слика. Међутим, новије фотографије телескопа Хабл показују све већу и већу активност у Урановој атмосфери. Хабл је током 1998. снимио чак 20 светлих облака на различитим висинама. Светле облаке вероватно чине кристали метана. Сумња се да су промене настале услед промене оријентације Урана према Сунцу. Наиме, Сунце обасјава подручја све ближе екватору, па смена дана и ноћи има све већу утицај на температуру појединих делова Урана. На Урану се, заправо, догађа смена годишњих доба. Око године 2007, Сунце је било изнад Урановог екватора.
Иако у унутрашњости Урана нема добро дефинисане чврсте површине, најудаљенији део
Уранова гасовитог омотача који је доступан даљинском детекцијом назива се његова атмосфера.Могућност даљинског се протеже до отприлике 300 километара испод нивоа од 1 бара
(100кПа),са одговарајућим притиском око 100 бара 10(МПа) и температуром од 320К (47°С).
Танка термосфера се простире преко два планетарна полупречника од номиналне површине,за коју је дефинисано да лежи под 
притиском од 1 бар.
Атмосфера Урана се може поделити у три слоја,а то су: тропосфера која се налази на висинама од 
50 до 300 километара (31-186 миља) и притисака од 100 до 0,1 бара (10 кПа-10 МПа),затим
стратосфера,која обухвата висине између 300 и 4.000 километара (186 - 2.485 миља) и притиске између 0,1 и 10 - 10 бара (10 кПа до 10 μПа) и термосфера која се протеже 4.000 па до 50.000 километара од површине Урана.

## Састав атмосфере
Састав Уранове атмосфере се разликује од његове унутрашњости која је сачињена од елемената тежих од водоника и хелијума
Атмосфера се састоји од водоника(80%),
хелијума (19%) и осталих елемената (1%) попут
метана , етана и других гасова.

## Тропосфера
Тропосфера је најнижи и најгушћи део атмосфере 
и карактерише је смањење температуре са висином.Температура пада са око 320 К(47°С) у подножју номиналног нивоа на 300 километара на 
53 К(-220°С). Температура у најхладнијем горњем делу тропосфере (тропопауза) варира у опсегу између -216°С и -224°С у зависности од географске ширине.
Регион тропопаузе је одговоран за огромну већину Уранових топлотних инфрацрвених емисија,одређујући тако ефективну температуру од -214,1°С ± 0,3°С до -353,3°С.
Сматра се да тропосфера има веома сложену структуру облака подељених у 3 групе.Претпоставља се да облаци воде налазе у опсегу притиска од 50 до 100 бара (5-10МПа),док се облаци од амонијум-хидросулфида налазе у области од 20-40 бара,а облаци од водоник-сулфида од 3 до 10 бара.
Тропосфера је динамичан део атмосфере,који показује јаке ветрове,светле облаке и сезонске промене.

## Орбита и ротација
Један Уранов обилазак око Сунца траје 83,83 године. Уран се окрене око своје осе за 17 сати и 14 минута. Као и сва гасовита тела има диференцијалну ротацију (трајање дана зависи од удаљености од екватора), али бржу при половима.
Уран се обрће око своје осе у супротном смеру од већине планета у Сунчевом систему (ретроградно гибање).
Уран је необичан по томе што је окренут „на бок“, тј. оса ротације му је нагнута чак 98° у односу на путању око Сунца. Ово значи да су полови отприлике тамо где се на другим планетама налази екватор. Најприхваћенија теорија о узроку ове појаве је судар с телом величине Земље приликом формирања Сунчевог система.

### Магнетно поље
Ураново магнетно поље је нагнуто чак 55° према оси ротације, а сматра се да настаје релативно близу површине. Интензитет Урановог магнетног поља отприлике одговара Земљином пољу, иако Ураново поље знатно варира од места до места због великог одмака извора поља од средишта планете. Извор магнетног поља је непознат.
Као и код осталих планета с магнетним пољима, постоји магнетни реп у смеру супротном од Сунца, који се код Урана протеже најмање 10 милиона km иза планете. Велики нагиб осе ротације планете заједно с нагибом магнетног поља чини магнетни реп завијеним у спиралу.

## Уранови сателити
До данас је пронађено укупно 27 Уранових сателита. Уран је све донедавно, са својих тадашњих 20 познатих сателита, држао рекорд у Сунчеву систему, док га недавно нису претекли Сатурн са 31 и Јупитер с укупно 61 сателитом. За разлику од осталих планета чији сателити добивају имена по митским ликовима, Уранови сателити су добијали имена ликова из дела Вилијама Шекспира и Александра Поупа.
Уранови сателити се могу поделити у три групе:
- Прву скупину чине 13 унутрашњих сателита који су врло мали и тамни, откривени већином на фотографијама Војаџера 2. То су, редом од Урана према споља: Корделија, Офелија, Бјанка, Кресида, Дездемона, Јулија, Порција, Розалинда, Купидон, Белинда, Пердита, Пак и Маб.
- Другу групу чине 5 великих сателита:[23] Миранда, Ариел, Умбриел, Титанија и Оберон
- Трећу групу чине 7 спољних сателита, откривених током 1997. и касније, који су многоструко више удаљених од Оберона: Франциско, Калибан, Стефано, Тринкуло, Сикоракс, Просперо, Сетебос и Фердинанд.

У опсежним извјештајима о сусрету с Ураном, екипа од 40 научника је закључила су густине Уранових сателита знатно веће од густине Сатурнових сателита. Подаци с Војаџера 2 показали су да су два већа унутрашња Уранова сателита, Аријел и Умбријел, лакши по саставу од спољашњих сателита, Титаније и Оберона, што је врло необично. Миранда показује низ најразноличнијих геолошких облика. Прекривена је долинама, стрминама, пукотинама, кратерима, терасама. Ариел има бројне расједе и јарке, те много кружних удубина. Умбриел има површину с много ударних кратера, а истиче се један са светлим прстеном. Титанија уз бројне кратере показује сложени систем кањона. Оберон носи неколико великих ударних кратера. Просечна густина тих небеских тела сведочи о великом уделу воде.
Уранов сателитски систем је најмање масиван међу системима гигантских планета; комбинована маса пет главних сателита је мања од половине масе Тритона (највећег месеца Нептуна). Највећи Уранов сателит, Титанија, има пречник од само 788.9 km, или мање од половине Месеца, и нешто је већи од Реје, другог по величини месеца Сатурна, те је Титанија осми по величини месец Соларног Система. Уранови сателити имају релативно мали албедос; у опсегу од 0.20 за Умбриел до 0.35 за Ариел (у зеленом светлу). Они су ледено каменити конгломерати који се састоје од око 50% леда и 50% камена. Лед може да садржи амонијак и угљен-диоксид.
Међу Урановим сателитима, Ариел изгледа да има најмлађу површину са најмањим бројем импактних кратера и Умбриел је најстарији. Миранда има раседне кањоне дубоке 20 km, терасне нивое, и хаотичне варијације старости и својстава површине. Постоје индикације да је Мирандина геолошка активност у прошлости била вођена плимским загревањем у време кад је њена орбитала била у већој мери ексцентрична него данас, вероватно услед раније 3:1 орбиталне резонанце са Умбриелом. Еxтензиони процеси асоцирани са откривањем дијапира су вероватно узрок Мирандине короне која наликује на тркачке стазе. Сматра се да је Ариел некад имао 4:1 резонанцу са Титанијом.
Уран има најмање једног потковичастог орбитера који заузима Сунце–Уран L3 лагранжову тачку — гравитационо нестабилни регион са 180° у својој орбити, 83982 Крантор. Крантор се креће унутар комплекса Урановог коорбиталног региона, привремене потковичасте орбите. 2010 EU65 је такође могући кандидат Урановог потковичастог либратора.

## Уранови прстенови
Године 1977, за време помрачења звезде Сигма Кентаура Ураном, примећена је једна непредвиђена појава. Наиме, звезда није нагло нестала иза Урана, већ је пре и после помрачења 9 пута затитрала. То је био резултат проласка иза Уранових 9 прстенова.
Десети и једанаести прстен су откривени касније, 1985. године (Војаџер 2). Редом од Урана према спољашњости налазе се прстенови: 1986У2Р, 6, 5, 4, Алфа, Бета, Ета, Гама, Делта, Ламбда (бивши 1986У1Р) и Епсилон.
У децембру 2005. Хабл је открио пар претходно непознатих прстенова. Највећи прстен се налази на два пута већој удаљености од планете од претходно познатих прстенова. Ови нови прстенови су на толикој удаљености, да се зову спољашњи систем прстенова. Хабл је такође приметио и два мала сателита, од којих Маб дели орбиту са најудаљенијим новооткривеним прстеном.
Већина прстенова је широка тек неколико километара, осим прстена 1986У2Р који је широк 2500 km. Албедо прстенова је само 0.03 (одбијају тек 3% светлости). Прстенови су елиптични, посебно спољашњи, и не изгледају целовити као Сатурнови прстенови. Најудаљенији прстен, Епсилон, уједно је и најсветлији. Величина честица од којих се прстенови састоје је у распону од прашине до 10-метарских громада. Радио-мерења су показала да Епсилону недостају честице мање од неколико дециметара. Ретка Уранова спољашња атмосфера водоника би могла бити одговорна за овај недостатак.
Прстенови се састоје од екстремно тамних честица, које варирају у величини од микрометра до фракције метра. Претпоставља се да је материја прстенова некад била део једног или више месеца који су разбијени сударима теле с великим брзинама. Из бројних делова насталих остатака само је неколико честица остало, у стабилним зонама које кореспондирају локацијама садашњих прстенова.

## Историја људског истраживања
Уран је прва планета откривена у модерно доба. Открио га је Вилхелм Хершел, за време систематског претраживања неба, 13. марта 1781. године. Хершел је у почетку мислио да је угледао комету. Уран је, заправо, виђен и много пута пре (на граници је видљивости голим оком), али је био уврштен у карте као обична звезда. Џон Флемстид га је 1690. каталогизовао као 34 Таури (34 Бика).
Хершел је након неколико година (1787) открио и 2 велика Уранова сателита Титанију и Оберон, а Ласелл је 1851. открио Аријел и Умбриејл. Миранда, најмањи од 5 великих Уранових сателита, откривена је 1948. (Којпер).
Само једна летелица је посетила Уран: Војаџер 2, који је 24. јануара 1986. прошао 81.500 km изнад врхова Уранових облака. Тада је фотографисано 5 познатих Уранових сателита, и откривено нових 10 сателита унутар Мирандине путање (Корделија, Офелија, Бјанка, Кресида, Дездемона, Јулија, Порција, Розалинда, Белинда и Пак). Војаџер 2 је открио и два нова Уранова прстена.
У новије време се поново (уз помоћ старих Војаџерових фотографија и посматрањем путем модерних телескопа) откривају нови Уранови сателити. Тако су 1997. откривени Калибан и Сикоракс (Гладман), а 1999 још три сателита: Просперо (Холман), Сетебос (Кавеларс) и Стефано (Каркоча).